# ۱۷۱۳ (میلادی)
۱۷۱۳ (میلادی)، هزار و هفتصد  و سیزدهمین سال تقویم میلادی است.

## رویدادها
- ۱۱ آوریل - منعقد شدن پیمان اوترخت.

## زادگان

### مارس
- ۵ مارس - ادوارد کورنوالیس، سیاستمدار و نظامی اهل پادشاهی بریتانیای کبیر. (درگذشتهٔ ۱۷۷۶)

### مه
- ۳ مه - الکسی کلرو، ریاضی‌دان و ستاره‌شناس برجستهٔ فرانسوی. (درگذشتهٔ ۱۷۶۵)
- ۱۱ مه - جیمز دراموند، سومین دوک پرث، فرماندهٔ نظامی اهل اسکاتلند. (درگذشتهٔ ۱۷۴۶)
- ۲۵ مه - جان استوارت بوت، سیاستمدار اهل پادشاهی بریتانیای کبیر. (درگذشتهٔ ۱۷۹۲)

### ژوئن
- ۱۰ ژوئن - شاهدخت کارولین از بریتانیای کبیر، دختر سوم پادشاه جرج دوم. (درگذشتهٔ ۱۷۵۷)

### سپتامبر
- ۱۰ سپتامبر - گوین نایت، فیزیک‌دان اهل انگلستان. (درگذشتهٔ ۱۷۷۲)
- ۲۳ سپتامبر - فرناندوی ششم، پادشاه اسپانیا. (درگذشتهٔ ۱۷۵۹)

### اکتبر
- ۵ اکتبر - دنی دیدرو، نویسنده و فیلسوف فرانسوی. (درگذشتهٔ ۱۷۸۴)
- ۷ اکتبر - گرانویل الیوت، نظامی هلندی. (درگذشتهٔ ۱۷۵۹)
- ۲۵ اکتبر - مادام ریکوبونی، نویسندهٔ فرانسوی. (درگذشتهٔ ۱۷۹۲)

### نوامبر
- ۲۴ نوامبر - لارنس استرن، نویسنده و کشیش انگلیسی-ایرلندی. (درگذشتهٔ ۱۷۶۸)

### دسامبر
- ۱۰ دسامبر - یوهان نیکولاس ممپل، موسیقی‌دان اهل آلمان. (درگذشتهٔ ۱۷۴۷)
- ۱۴ دسامبر - مارتین کنوتسن، فیلسوف آلمانی. (درگذشتهٔ ۱۷۵۱)
- ۲۳ دسامبر - مارویاما گوندازائمون، کشتی‌گیر سومو اهل ژاپن. (درگذشتهٔ ۱۷۴۹)
- ۲۸ دسامبر - نیکولاس-لوئی دو لاکای، ستاره‌شناس و کشیش فرانسوی. (درگذشتهٔ ۱۷۶۲)

## درگذشتگان

### ژانویه
- ۱ ژانویه - آن استرسور، نقاش فرانسوی. (زادهٔ ۱۶۵۱)
- ۵ ژانویه - ژان شاردن، جهانگرد فرانسوی. (زادهٔ ۱۶۴۳)
- ۸ ژانویه - آرکانجلو کورلی، آهنگساز ایتالیایی. (زادهٔ ۱۶۵۳)[۳]

### فوریه
- ۱۲ فوریه - جهاندار شاه، هشتمین پادشاه امپراتوری گورکانیان هند. (زادهٔ ۱۶۶۱)
- ۱۶ فوریه - آنتونی اشلی کوپر، سومین ارل شفتسبری، فیلسوف، نویسنده و سیاستمدار اهل پادشاهی انگلستان. (زادهٔ ۱۶۷۱)
- ۲۵ فوریه - فریدریش یکم، پادشاه پروس، دوک پروس. (زادهٔ ۱۶۵۷)

### مارس
- ۱۷ مارس - یورای یانوشیک، راهزن جاده‌ای اسلواک. (زادهٔ ۱۶۸۸)

### آوریل
- ۲۹ آوریل - فرانسیس هاوکسبی، ریاضی‌دان و فیزیک‌دان اهل انگلستان. (زادهٔ ۱۶۶۰)

### مه
- ۲۰ مه - تامس اسپرت، نویسنده و کشیش اهل بریتانیا. (زادهٔ ۱۶۳۵)

### دسامبر
- ۱۵ دسامبر - کارلو ماراتا، نقاش ایتالیایی. (زادهٔ ۱۶۲۵)